# Colorado Ambush
Colorado Ambush è un film del 1951 diretto da Lewis D. Collins.
È un western statunitense con Johnny Mack Brown, Myron Healey e Lois Hall.

## Produzione
Il film, diretto da Lewis D. Collins su una sceneggiatura di Myron Healey, fu prodotto da Vincent M. Fennelly per la Transwestern Pictures e girato nel Monogram Ranch, Newhall, California, dal 9 ottobre 1950.

## Distribuzione
Il film fu distribuito negli Stati Uniti dal 14 gennaio 1951 al cinema dalla Monogram Pictures.

## Promozione
Le tagline sono:
- TRIGGER FURY...on the Wells-Fargo Trail!
- BANDIT QUEEN IN TERROR REIGN!
- Fighting ranger battles outlaw army...on gun-ruled Wells-Fargo Trail!
- Wells Fargo Payroll Hi-Jacked... Ranger Battles Outlaws!